# Гап (культурная антропология)
Гап или гяп (от перс. gap «разговор») — традиционное форма времяпрепровождения и неформальной социальной организации (товарищества) у узбеков и таджиков Узбекистана в виде проведения периодических групповых встреч. У гапа есть несколько целей — неформальное общение, решение насущных вопросов, финансовая взаимопомощь.

## Описание
Гапы представляют собой регулярные встречи, которые проходят как в домашних условиях, так и в чайханах. В ходе гапов участники обсуждают насущные вопросы — от семейных дел до проблем махалли, экономики и политики. Часто гапы сопровождаются совместным приёмом пищи, чаепитием и элементами традиционного этикета.
Участие в гапе называют «игрой» — «играть в гап». Человек, организовывающий гап — «подаёт гап».
Группы, как правило, стихийно формируется из числа друзей, единомышленников, одноклассников, однокурсников, трудовых коллективов, реже соседей, редко меняя свой состав. Организацию проведения и основное финансирование встречи по очереди берёт на себя каждый из участников группы по круговой очереди. Чаще в гап играют мужчины, а женщины обслуживают встречу. Часто гап состоит 12 человек, тогда участники встречаются ежемесячно, и каждый подаёт гап один раз в год.
Финансовая сторона гапа заключается в том, что обговаривается сумма взносов от каждого члена группы, и сумма передается организатору очередной «игры». Обычно деньги собираются на большую покупку или трату — покупку жилья, автомобиля или техники, организацию свадьбы.
В период рузы (мусульманского поста) гапы не проводятся.
Среднеазиатский гап по своему смыслу схож с уйгурским мэшрэпом.

## История
Корни гапов уходят в традиционное общественное устройство махалли, где коллективные решения принимались сообща. В домах уважаемых членов сообщества или в общественных местах мужчины собирались для обсуждения вопросов, связанных с землёй, браками, хозяйственными делами и праздниками.
В советское время традиционные гапы частично утратили своё общественное значение, поскольку функции самоуправления были перенесены в официальные структуры, такие как сельсоветы и партийные органы. Однако гапы продолжали существовать как форма неформального общения, особенно в сельских районах. Они стали пространством для сохранения культурных традиций и обмена новостями вне официальной идеологии.